# Municipio de Monroe (condado de Gloucester)
El municipio de Monroe (en inglés: Monroe Township) es un municipio ubicado en el condado de Gloucester en el estado estadounidense de Nueva Jersey. En el año 2010 tenía una población de 36.129 habitantes y una densidad poblacional de 297,36 personas por km².

## Geografía
El municipio de Monroe se encuentra ubicado en las coordenadas 39°40′10″N 74°59′1″O / 39.66944, -74.98361.

## Demografía
Según la Oficina del Censo en 2000 los ingresos medios por hogar en el municipio eran de $50,037 y los ingresos medios por familia eran $56,810. Los hombres tenían unos ingresos medios de $41,062 frente a los $29,849 para las mujeres. La renta per cápita para la localidad era de $20,488. Alrededor del 6.2% de la población estaba por debajo del umbral de pobreza.